# Kerk van Glemminge
De Kerk van Glemminge (Zweeds: Glemminge kyrka) is een kerkgebouw in de plaats Glemmingebro in de provincie Skåne län in Zweden. De kerk staat in de parochie Löderup, die in 2002 ontstond door het samenvoegen van vier parochies. Voor het samenvoegen van deze parochies was de kerk de parochiekerk van de parochie Glemminge.
De kerk is gebouwd met bakstenen in een neogotische stijl. De kerk heeft een toren en een driezijdig priesterkoor. Het gebouw is ontworpen door Carl Möller en is geopend in 1900. De kerk verving een uit de Middeleeuwen afkomstige kerk in romaanse bouwstijl.
In de kerk is een stenen doopvont uit de 12de eeuw te vinden en een nieuwere in hout afkomstig uit 1739.